# Lebanese Basketball League 2009-2010
La Lebanese Basketball League 2009-2010, è stata la 14ª edizione del massimo campionato libanese di pallacanestro maschile.

## Squadre partecipanti
| Squadra              | Città        | Palazzetto                  | Allenatore        |
| -------------------- | ------------ | --------------------------- | ----------------- |
| Anibal Zahle         | Zahlé        | SSCC Rassieh                | Dany Amous        |
| Antranik Y.A.        | Antelias     | AGBU Demirdjian Center      | Elie Nasr         |
| Champville           | Dik El Mehdi | Club Mariste                | Ghassan Sarkis    |
| Kahraba Zouk         | Zouk Mosbeh  | Kahraba Zouk Sports Complex | Charbel Dib       |
| Hoops Club           | Beirut       | Michel El Murr              | Peter Schomers    |
| Al-Mouttahed Tripoli | Tripoli      | Safadi Sports Complex       | Toni Vujanic      |
| Al-Riyadi Beirut     | Beirut       | Saeb Salam Complex          | Fouad Abou Chacra |
| Sagesse              | Ghazir       | Ghazir Club Arena           | Nenad Krdzic      |

## Stagione regoalre
|  | Pos. | Squadra              | PT | G  | V  | P  |
|  | ---- | -------------------- | -- | -- | -- | -- |
|  | 1.   | Champville           | 38 | 14 | 12 | 2  |
|  | 2.   | Al-Riyadi Beirut     | 38 | 14 | 12 | 2  |
|  | 3.   | Al-Mouttahed Tripoli | 32 | 14 | 9  | 5  |
|  | 4.   | Hoops Club           | 32 | 14 | 9  | 5  |
|  | 5.   | Sagesse              | 24 | 14 | 5  | 9  |
|  | 6.   | Kahraba Zouk         | 22 | 14 | 4  | 10 |
|  | 7.   | Anibal Zahle         | 20 | 14 | 3  | 11 |
|  | 8.   | Antranik Y.A.        | 18 | 14 | 2  | 12 |

Legenda:
      Ammesse alla seconda fase.
Note:
tre punti a vittoria, uno a sconfitta.
Fonte: Asia.basket

## Seconda fase
Nella seconda fase del campionato, le prime sei classificate della stagione regolare, hanno mantenuto la classifica ed i punti conquistati fino a quel momento ed hanno disputato altre dieci giornate di campionato. Al termine della competizione, le prime quattro classificate hanno ottenuto l'accesso per la Final-four.
|  | Pos. | Squadra              | PT | G  | V  | P  |
|  | ---- | -------------------- | -- | -- | -- | -- |
|  | 1.   | Al-Riyadi Beirut     | 66 | 24 | 21 | 3  |
|  | 2.   | Champville           | 60 | 24 | 18 | 6  |
|  | 3.   | Hoops Club           | 54 | 24 | 15 | 9  |
|  | 4.   | Al-Mouttahed Tripoli | 52 | 24 | 14 | 10 |
|  | 5.   | Sagesse              | 42 | 24 | 9  | 15 |
|  | 6.   | Kahraba Zouk         | 32 | 24 | 4  | 20 |

Legenda:
     Qualificate per la Final Four.
Note:
tre punti a vittoria, uno a sconfitta.
Fonte: Asia.basket

## Final Four
Le quattro qualificate per l'ultima fase del campionato, si sono affrontate nelle semifinali e poi in finale in delle serie al meglio delle cinque partite
|  | Semifinali | Semifinali           | Semifinali | Semifinali | Semifinali | Semifinali | Semifinali |  |  | Finale           | Finale           | Finale | Finale | Finale | Finale | Finale |  |
|  |            |                      |            |            |            |            |            |  |  |                  |                  |        |        |        |        |        |  |
|  | 1          | Al-Riyadi Beirut     | 67         | 84         | 98         | 75         | –          |  |  |                  |                  |        |        |        |        |        |  |
|  | 4          | Al-Mouttahed Tripoli | 72         | 81         | 70         | 65         | –          |  |  | Al-Riyadi Beirut | Al-Riyadi Beirut | 87     | 77     | 84     | –      | –      |  |
|  | 2          | Champville           | 86         | 82         | 87         | –          | –          |  |  | Champville       | Champville       | 73     | 74     | 80     | –      | –      |  |
|  | 3          | Hoops Club           | 66         | 79         | 71         | –          | –          |  |  |                  |                  |        |        |        |        |        |  |

| Lebanese Basketball League 2009-2010 |
| ------------------------------------ |
| Al-Riyadi Beirut 9º titolo           |

## Leader statistiche individuali
| Categoria                | Giocatore         | Squadra       | Statistiche |
| ------------------------ | ----------------- | ------------- | ----------- |
| Punti per partita        | Fadi El Khatib    | Champville    | 29.6        |
| Rimbalzi per partita     | Malcolm Battles   | Kahraba Zouk  | 14.3        |
| Assists per partita      | Sean Colson       | Antranik Y.A. | 9.0         |
| Palle rubate per partita | Enrique Clemons   | Hoops Club    | 4.6         |
| Stoppate per partita     | Christien Charles | Champville    | 3.2         |

## Premi stagionali
| Premio                      | Giocatore      | Squadra          | Fonte |
| --------------------------- | -------------- | ---------------- | ----- |
| MVP                         | C.J. Giles     | Al-Riyadi Beirut | [ 1 ] |
| Guardia dell'Anno           | Ali Mahmoud    | Al-Riyadi Beirut | [ 1 ] |
| Ala dell'Anno               | William Byrd   | Hoops Club       | [ 1 ] |
| Centro dell'Anno            | C.J. Giles     | Al-Riyadi Beirut | [ 1 ] |
| Miglior Difensore           | Ghaleb Rida    | Champville       | [ 1 ] |
| Miglior giocatore libanese  | Fadi El Khatib | Champville       | [ 1 ] |
| Miglior giocatore straniero | C.J. Giles     | Al-Riyadi Beirut | [ 1 ] |
| Nuovo arrivato dell'anno    | Amir Saoud     | Hoops Club       | [ 1 ] |

| Primo quintetto stagionale | Primo quintetto stagionale |
| -------------------------- | -------------------------- |
| Ali Mahmoud                | Al-Riyadi Beirut           |
| Elie Rustom                | Al-Mouttahed Tripoli       |
| Fadi El Khatib             | Champville                 |
| William Byrd               | Hoops Club                 |
| C.J. Giles                 | Al-Riyadi Beirut           |

| Secondo quintetto stagionale | Secondo quintetto stagionale |
| ---------------------------- | ---------------------------- |
| Enrique Clemons              | Hoops Club                   |
| Ghaleb Rida                  | Champville                   |
| Omar el-Turk                 | Al-Riyadi Beirut             |
| Bassem Balaa                 | Al-Mouttahed Tripoli         |
| Joe Vogel                    | Al-Riyadi Beirut             |